# Three Rivers (Texas)
Three Rivers é uma cidade localizada no estado norte-americano do Texas, no Condado de Live Oak.

## Demografia
Segundo o censo norte-americano de 2000, a sua população era de 1878 habitantes.
Em 2006, foi estimada uma população de 1727, um decréscimo de 151 (-8.0%).

## Geografia
De acordo com o United States Census Bureau tem uma área de
3,7 km², dos quais 3,7 km² cobertos por terra e 0,0 km² cobertos por água. Three Rivers localiza-se a aproximadamente 53 m acima do nível do mar.

## Localidades na vizinhança
O diagrama seguinte representa as localidades num raio de 40 km ao redor de Three Rivers.